# Klaus Janson
Klaus Janson (Coburg, 23 januari 1952) is een Amerikaanse comicbook-maker. Van Janson is zowel teken-, inkt- als kleurwerk gepubliceerd bij met name de grote uitgeverijen DC Comics en Marvel Comics.
Zijn belangrijkste bijdragen aan het medium comic heeft Janson geleverd op de titels Daredevil (Marvel) en Batman (DC). Zijn grootste naamsbekendheid dankt hij aan een paar erg succesvolle samenwerkingen met Frank Miller, met wie hij een reeks Daredevil-nummers maakte en de veelgeprezen miniserie Batman: The Dark Knight Returns (1986). Het eerste echte werk dat Janson in de comicwereld deed, was inkten op de titel Black Panther (Marvel) over het tekenwerk van Rich Buckler in 1973. 
Janson heeft naast zijn comicwerk twee boeken geschreven die er op gericht zijn aspirerende comicbook-artiesten vooruit te helpen, namelijk The DC Comics Guide to Pencilling Comics en The DC Comics Guide to Inking Comics.
- Bibsys: 90509218
- Biblioteca Nacional de España: XX979646
- Bibliothèque nationale de France: cb126146307 (data)
- Catàleg d'autoritats de noms i títols de Catalunya: 981058517128606706
- Gemeinsame Normdatei: 1043088539
- International Standard Name Identifier: 0000 0001 1024 9780
- Library of Congress Control Number: n81059604
- Nationale Bibliotheek van Tsjechië: xx0013414
- Nationale bibliotheek van Australië: 57188429
- Nationale Bibliotheek van Israël: 987007448475805171
- Nationale en Universitaire bibliotheek Zagreb: 000596986
- Nederlandse Thesaurus van Auteursnamen: 068256582
- SNAC: w6185d33
- Système universitaire de documentation: 118062425
- Trove: 1679869
- Virtual International Authority File: 37037319
- WorldCat: E39PBJcgC9kmK8QvwmPbB67bVC